# Ambrosiodmus obliquus
Ambrosiodmus obliquus – gatunek chrząszcza z rodziny ryjkowcowatych i podrodziny kornikowatych.
Gatunek ten opisany został w 1878 roku przez J.L. LeConte jako Pityophthorus obliquus.
Samica ma ciało długości od 2 do 2,4 mm, ubarwione rudobrązowo do czarnego. W częściach opadających pokryw pierwszy międzyrząd wyniesiony słabo, mniej więcej tak jak trzeci, a drugi międzyrząd jest lekko bruzdkowany i opatrzony ziarenkami tej samej wielkości co pierwszy. W części dyskowej pokryw międzyrzędy są mniej więcej 3 do 4 razy szersze niż rzędy.
Ryjkowiec ten prawdopodobnie pochodzi z Ameryki Południowej. Współcześnie występuje też w Afryce i Ameryce Północnej. W tej ostatniej podawany z Gwatemali, Antyli, Meksyku oraz Stanów Zjednoczonych: Alabama, Dystrykt Kolumbii, Floryda, Delaware, Georgia, Luizjana, Maryland, Missisipi, Karolina Południowa, Karolina Północna, Tennessee, Teksas, Waszyngton i Wirginia.